# Gordon River (Macquarie Harbour)
Der Gordon River ist ein Fluss im Südwesten des australischen Bundesstaates Tasmanien. 

## Geografie

### Flusslauf
Der 172 Kilometer lange Gordon River entsteht im Nordosten des Franklin-Gordon-Wild-Rivers-Nationalparks am Zusammenfluss des Cavalier Creek (der im Lake Richmond entspringt) und einem namenlosen Bach östlich des Mount King William III., eines Berges in der King William Range. Er fließt zunächst entlang der Ostflanke der Denison Range nach Süden, wo er bei Strathgordon zum Lake Gordon und zum Lake Pedder angestaut wurde. Durch diesen Stausee, der fast ganz vom Nationalpark umschlossen wird, nimmt er seinen Weg nach Westen und biegt unterhalb des Staudamms nach Nord-Nordwesten ab. Dort durchfließt er die Gordon Splits, eine tiefe, äußerst schwer passierbare Felsschlucht, und mündet dann in den Macquarie Harbour an der Westküste.
Über weite Teile fließt der Fluss durch unbewohnte, kaum zugängliche Wildnis, die zum Nationalpark gehört.

### Nebenflüss mit Mündungshöhen
- Cavalier Creek – 566 m
- Gell River – 509 m
- Squirrel Creek – 506 m
- Reeds Creek – 468 m
- Huntley Rivulet – 454 m
- Boyes River – 296 m
- Pokana River – 296 m
- Adams River – 296 m
- Holley River – 296 m
- Serpentine River – 122 m
- Albert River – 64 m
- Orange River – 50 m
- Denison River – 40 m
- Smith River – 35 m
- Olga River – 29 m
- Howards Creek – 28 m
- Sprent River – 18 m
- Connellys Creek – 18 m
- Franklin River – 17 m
- Cataract Creek – 16 m
- Butler Rivulet – 15 m
- Abels Creek – 15 m
- Ghost Creek – 11 m
- Eagle Creek – 9 m
- Spence River – 7 m
- Guy Fawkes Creek – 2 m
- Waterfall Creek – 1 m

(Quelle)

### Durchflossene Stauseen
- Lake Gordon – 296 m[1]

## Natur
Die Gordon Splits an der Einmündung des Sprent River sind ein schmaler, ca. 100 m langer Durchbruch des Gordon River durch die Quarzitriegel des Gebirges. Der Unterlauf des Flusses zählt zum UNESCO-Welterbe. An seinen Ufern findet man kalt-gemäßigten Regenwald mit etlichen seltenen Baumarten. Das Flusswasser hat Trinkwasserqualität, auch wenn es durch den hohen Tanningehalt die Farbe von dünnem Tee annimmt.

## Freizeitaktivitäten
Von Strahan gibt es beliebte Bootsfahrten durch den Macquarie Harbour und den Unterlauf des Gordon River hinauf. Es gibt auf Flüge mit dem Wasserflugzeug von Strahan aus, wobei eine Landung auf dem Unterlauf des Flusses vorgesehen ist.